# فهرست جوایز بهترین بازی سال
بازی سال (GotY) جایزه‌ای است که توسط رویدادهای مختلف جوایز و نشریات رسانه‌ای به بهترین بازی ویدیویی سال داده می‌شود.

## رویدادها و مراسم‌ها

### جوایز بازی آکادمی بریتانیا (جوایز بازی بفتا)
| سال  | بازی                                | ژانر                | توسعه دهندگان       |
| ---- | ----------------------------------- | ------------------- | ------------------- |
| ۲۰۰۳ | ندای وظیفه (بازی ویدئویی)           | تیراندازی اول شخص   | اینفینیتی وارد      |
| ۲۰۰۴ | نیمه‌عمر ۲                           | تیراندازی اول شخص   | شرکت ولو            |
| ۲۰۰۶ | جنگجوی پیشرفته تام کلنسی گوست ریکان | تیراندازی تاکتیکی   | یوبی‌سافت پاریس      |
| ۲۰۰۷ | بایوشاک                             | تیراندازی اول شخص   | ایرشنال گیمز        |
| ۲۰۰۸ | سوپر ماریو گلکسی                    | سکوبازی             | نینتندو ئی‌ای‌دی      |
| ۲۰۰۹ | بتمن: تیمارستان آرکهام              | بازی اکشن-ماجراجویی | راک‌استدی استودیوز   |
| ۲۰۱۰ | تأثیر فراگیر ۲                      | بازی نقش‌آفرینی اکشن | بایوور              |
| ۲۰۱۱ | پورتال ۲                            | سکوبازی             | شرکت ولو            |
| ۲۰۱۲ | بی‌آبرو                              | بازی اکشن-ماجراجویی | آرکین استودیوز      |
| ۲۰۱۳ | آخرین بازمانده از ما                | بازی اکشن-ماجراجویی | ناتی داگ            |
| ۲۰۱۴ | سرنوشت (بازی ویدئویی)               | بازی نقش‌آفرینی اکشن | بانجی               |
| ۲۰۱۵ | فال‌اوت ۴                            | بازی نقش‌آفرینی اکشن | بتسدا گیم استودیوز  |
| ۲۰۱۶ | آنچارتد ۴: عاقبت یک دزد             | بازی اکشن-ماجراجویی | ناتی داگ            |
| ۲۰۱۷ | آنچه از ایدث فینچ باقی می‌ماند       | بازی ماجراجویی      | جاینت اسپارو        |
| ۲۰۱۸ | خدای جنگ (بازی ویدئویی ۲۰۱۸)        | بازی اکشن-ماجراجویی | استودیو سنتا مونیکا |
| ۲۰۱۹ | وحشی‌های بیرونی                      | بازی اکشن-ماجراجویی | موبیوس دیجیتال      |
| ۲۰۲۰ | هادس (بازی ویدئویی)                 | بازی نقش‌آفرینی اکشن | سوپرجاینت گیمز      |
| ۲۰۲۱ | ریترنال                             | تیراندازی سوم شخص   | هاوس‌مارک            |
| ۲۰۲۲ | بازماندگان خون آشام                 | روگ‌لایک             | پونکل               |
| ۲۰۲۳ | بالدورز گیت ۳                       | نقش آفرینی          | لاریان استودیوز     |

### جوایز دی.آی.سی.ای.
| سال       | بازی                          | ژانر                              | توسعه دهندگان       |
| --------- | ----------------------------- | --------------------------------- | ------------------- |
| ۱۹۹۷/۱۹۹۸ | چشم طلایی ۷۰۰                 | تیراندازی اول شخص                 | ریر                 |
| ۱۹۹۸/۱۹۹۹ | افسانه زلدا: اوکارینای زمان   | بازی اکشن-ماجراجویی               | نینتندو ئی‌ای‌دی      |
| ۱۹۹۹/۲۰۰۰ | سیمز (بازی ویدئویی)           | بازی شبیه‌سازی زندگی               | ماکسیس              |
| ۲۰۰۰      | دیابلو ۲                      | بازی نقش‌آفرینی اکشن               | بلیزارد شمال        |
| ۲۰۰۱      | هیلو: نبرد تکامل              | تیراندازی اول شخص                 | بانجی               |
| ۲۰۰۲      | بتلفیلد ۱۹۴۲                  | تیراندازی اول شخص                 | ئی‌ای دایس           |
| ۲۰۰۳      | ندای وظیفه (بازی ویدئویی)     | تیراندازی اول شخص                 | اینفینیتی وارد      |
| ۲۰۰۴      | نیمه‌عمر ۲                     | تیراندازی اول شخص                 | شرکت ولو            |
| ۲۰۰۵      | خدای جنگ (بازی ویدئویی ۲۰۰۵)  | بازی اکشن-ماجراجویی               | استودیو سنتا مونیکا |
| ۲۰۰۶      | چرخ‌دنده‌های جنگ                | تیراندازی سوم شخص                 | اپیک گیمز           |
| ۲۰۰۷      | ندای وظیفه ۴: جنگاوری نوین    | تیراندازی اول شخص                 | اینفینیتی وارد      |
| ۲۰۰۸      | بزرگ سیاره کوچک (پلی‌استیشن ۳) | سکوبازی                           | مدیا مولکول         |
| ۲۰۰۹      | آنچارتد ۲: درمیان دزدان       | بازی اکشن-ماجراجویی               | ناتی داگ            |
| ۲۰۱۰      | تأثیر فراگیر ۲                | بازی نقش‌آفرینی اکشن               | بایوور              |
| ۲۰۱۱      | الدر اسکورولز ۵: اسکایریم     | بازی نقش‌آفرینی اکشن               | بتسدا گیم استودیوز  |
| ۲۰۱۲      | جورنی (بازی ویدئویی)          | بازی ماجراجویی                    | دت‌گیم‌کامپانی        |
| ۲۰۱۳      | آخرین بازمانده از ما          | بازی اکشن-ماجراجویی               | ناتی داگ            |
| ۲۰۱۴      | عصر اژدها: تفتیش عقاید        | بازی نقش‌آفرینی اکشن               | بایوور              |
| ۲۰۱۵      | فال‌اوت ۴                      | بازی نقش‌آفرینی اکشن               | بتسدا گیم استودیوز  |
| ۲۰۱۶      | اورواچ                        | تیراندازی اول شخص                 | بلیزارد انترتینمنت  |
| ۲۰۱۷      | افسانه زلدا: نفس وحش          | بازی اکشن-ماجراجویی               | نینتندو ئی‌پی‌دی      |
| ۲۰۱۸      | خدای جنگ (بازی ویدئویی ۲۰۱۸)  | بازی اکشن-ماجراجویی               | استودیو سنتا مونیکا |
| ۲۰۱۹      | بازی غاز بی‌نام                | بازی ویدئویی معمایی–بازی مخفی‌کاری |                     |
| ۲۰۲۰      | هادس (بازی ویدئویی)           | بازی نقش‌آفرینی اکشن               | سوپرجاینت گیمز      |
| ۲۰۲۱      | دو نفر لازم است               | بازی اکشن-ماجراجویی               | هیزلایت             |
| ۲۰۲۲      | الدن رینگ                     | بازی نقش‌آفرینی اکشن               | فرام سافتور         |

### گیم آواردز
| سال             | بازی                         | ژانر                | توسعه دهندگان       |
| --------------- | ---------------------------- | ------------------- | ------------------- |
| گیم آواردز ۲۰۱۴ | عصر اژدها: تفتیش عقاید       | بازی نقش‌آفرینی اکشن | بایوور              |
| گیم آواردز ۲۰۱۵ | ویچر ۳: وایلد هانت           | بازی نقش‌آفرینی اکشن | سی‌دی پراجکت         |
| گیم آواردز ۲۰۱۶ | اورواچ                       | تیراندازی اول شخص   | بلیزارد انترتینمنت  |
| گیم آواردز ۲۰۱۷ | افسانه زلدا: نفس وحش         | بازی اکشن-ماجراجویی | نینتندو ئی‌پی‌دی      |
| گیم آواردز ۲۰۱۸ | خدای جنگ (بازی ویدئویی ۲۰۱۸) | بازی اکشن-ماجراجویی | استودیو سنتا مونیکا |
| گیم آواردز ۲۰۱۹ | سکیرو: سایه‌ها دو بار می‌میرند | بازی اکشن-ماجراجویی | فرام سافتور         |
| گیم آواردز ۲۰۲۰ | آخرین بازمانده از ما قسمت ۲  | بازی اکشن-ماجراجویی | ناتی داگ            |
| گیم آواردز ۲۰۲۱ | دو نفر لازم است              | بازی اکشن-ماجراجویی | هیزلایت             |
| گیم آواردز ۲۰۲۲ | الدن رینگ                    | بازی نقش‌آفرینی اکشن | فرام سافتور         |

### جوایز انتخاب توسعه دهندگان بازی
| سال  | بازی                              | ژانر                              | توسعه دهندگان          |
| ---- | --------------------------------- | --------------------------------- | ---------------------- |
| ۲۰۰۰ | سیمز (بازی ویدئویی)               | بازی شبیه‌سازی زندگی               | ماکسیس                 |
| ۲۰۰۱ | اتومبیل‌دزدی بزرگ ۳                | بازی اکشن-ماجراجویی               | راک‌استار نورث          |
| ۲۰۰۲ | متروید پرایم                      | بازی اکشن-ماجراجویی               | رترو استودیوز          |
| ۲۰۰۳ | جنگ ستارگان: سلحشوران جمهوری قدیم | بازی ویدئویی نقش‌آفرینی            | بایوور                 |
| ۲۰۰۴ | نیمه‌عمر ۲                         | تیراندازی اول شخص                 | شرکت ولو               |
| ۲۰۰۵ | سایه کلوسوس                       | بازی اکشن-ماجراجویی               | استودیو ژاپن، تیم ایکو |
| ۲۰۰۶ | چرخ‌دنده‌های جنگ                    | تیراندازی سوم شخص                 | اپیک گیمز              |
| ۲۰۰۷ | پورتال (بازی ویدئویی)             | سکوبازی                           | شرکت ولو               |
| ۲۰۰۸ | فال‌اوت ۳                          | بازی نقش‌آفرینی اکشن               | بتسدا گیم استودیوز     |
| ۲۰۰۹ | آنچارتد ۲: درمیان دزدان           | بازی اکشن-ماجراجویی               | ناتی داگ               |
| ۲۰۱۰ | رد دد ریدمپشن                     | بازی اکشن-ماجراجویی               | راک‌استار سن‌دیگو        |
| ۲۰۱۱ | الدر اسکورولز ۵: اسکایریم         | بازی نقش‌آفرینی اکشن               | بتسدا گیم استودیوز     |
| ۲۰۱۲ | جورنی (بازی ویدئویی)              | بازی ماجراجویی                    | دت‌گیم‌کامپانی           |
| ۲۰۱۳ | آخرین بازمانده از ما              | بازی اکشن-ماجراجویی               | ناتی داگ               |
| ۲۰۱۴ | سرزمین میانه: سایه موردور         | بازی اکشن-ماجراجویی               | مونولیث پروداکشنز      |
| ۲۰۱۵ | ویچر ۳: وایلد هانت                | بازی نقش‌آفرینی اکشن               | سی‌دی پراجکت            |
| ۲۰۱۶ | اورواچ                            | تیراندازی اول شخص                 | بلیزارد انترتینمنت     |
| ۲۰۱۷ | افسانه زلدا: نفس وحش              | بازی اکشن-ماجراجویی               | نینتندو ئی‌پی‌دی         |
| ۲۰۱۸ | خدای جنگ (بازی ویدئویی ۲۰۱۸)      | بازی اکشن-ماجراجویی               | استودیو سنتا مونیکا    |
| ۲۰۱۹ | بازی غاز بی‌نام                    | بازی ویدئویی معمایی–بازی مخفی‌کاری |                        |
| ۲۰۲۰ | هادس (بازی ویدئویی)               | بازی نقش‌آفرینی اکشن               | سوپرجاینت گیمز         |
| ۲۰۲۱ | رمزگزاری (بازی ویدئویی)           | روگ‌لایک                           |                        |
| ۲۰۲۲ | الدن رینگ                         | بازی نقش‌آفرینی اکشن               | فرام سافتور            |

### جوایز گلدن جوی‌استیک
| سال       | بازی                              | ژانر                | توسعه دهندگان      |
| --------- | --------------------------------- | ------------------- | ------------------ |
| ۱۹۹۱      | سونیک خارپشت (بازی ویدئویی ۱۹۹۱)  |                     | سگا                |
| ۱۹۹۲      | مبارز خیابانی ۲                   | مبارزه              | کپ‌کام              |
| ۱۹۹۶/۱۹۹۷ | سوپر ماریو ۶۴                     | سکوبازی             | نینتندو ئی‌ای‌دی     |
| ۲۰۰۲      | اتومبیل‌دزدی بزرگ ۳                | بازی اکشن-ماجراجویی | راک‌استار نورث      |
| ۲۰۰۳      | اتومبیل‌دزدی بزرگ: وایس سیتی       | بازی اکشن-ماجراجویی | راک‌استار نورث      |
| ۲۰۰۴      | دوم ۳                             | تیراندازی اول شخص   | اید سافت‌ویر        |
| ۲۰۰۵      | اتومبیل‌دزدی بزرگ: سن آندریاس      | بازی اکشن-ماجراجویی | راک‌استار نورث      |
| ۲۰۰۶      | الدر اسکورولز ۴: آبلیویئن         | بازی نقش‌آفرینی اکشن | بتسدا گیم استودیوز |
| ۲۰۰۷      | چرخ‌دنده‌های جنگ                    | تیراندازی سوم شخص   | اپیک گیمز          |
| ۲۰۰۸      | ندای وظیفه ۴: جنگاوری نوین        | تیراندازی اول شخص   | اینفینیتی وارد     |
| ۲۰۰۹      | فال‌اوت ۳                          | بازی نقش‌آفرینی اکشن | بتسدا گیم استودیوز |
| ۲۰۱۰      | تأثیر فراگیر ۲                    | بازی نقش‌آفرینی اکشن | بایوور             |
| ۲۰۱۱      | پورتال ۲                          | سکوبازی             | شرکت ولو           |
| ۲۰۱۲      | الدر اسکورولز ۵: اسکایریم         | بازی نقش‌آفرینی اکشن | بتسدا گیم استودیوز |
| ۲۰۱۳      | اتومبیل‌دزدی بزرگ ۵                | بازی اکشن-ماجراجویی | راک‌استار نورث      |
| ۲۰۱۴      | دارک سولز ۲                       | بازی نقش‌آفرینی اکشن | فرام سافتور        |
| ۲۰۱۵      | ویچر ۳: وایلد هانت                | بازی نقش‌آفرینی اکشن | سی‌دی پراجکت        |
| ۲۰۱۶      | دارک سولز ۳                       | بازی نقش‌آفرینی اکشن | فرام سافتور        |
| ۲۰۱۷      | افسانه زلدا: نفس وحش              | بازی اکشن-ماجراجویی | نینتندو ئی‌پی‌دی     |
| ۲۰۱۸      | فورتنایت بتل رویال                | بازی بتل رویال      | اپیک گیمز          |
| ۲۰۱۹      | رزیدنت ایول ۲ (بازی ویدئویی ۲۰۱۹) | ترس و بقا           | کپ‌کام              |
| ۲۰۲۰      | آخرین بازمانده از ما قسمت ۲       | بازی اکشن-ماجراجویی | ناتی داگ           |
| ۲۰۲۱      | رزیدنت ایول روستا                 | ترس و بقا           | کپ‌کام              |
| ۲۰۲۲      | الدن رینگ                         | بازی نقش‌آفرینی اکشن | فرام سافتور        |

### جوایز بازی نیویورک
| سال  | بازی                         | ژانر                | توسعه دهندگان       |
| ---- | ---------------------------- | ------------------- | ------------------- |
| 2011 | الدر اسکورولز ۵: اسکایریم    | بازی نقش‌آفرینی اکشن | بتسدا گیم استودیوز  |
| 2012 | مردگان متحرک (بازی ویدئویی)  | بازی ماجراجویی      | تل‌تیل گیمز          |
| 2013 | آخرین بازمانده از ما         | بازی اکشن-ماجراجویی | ناتی داگ            |
| 2014 | ولفنشتاین: نظام نوین         | تیراندازی اول شخص   | مشین‌گیمز            |
| 2015 | ویچر ۳: وایلد هانت           | بازی نقش‌آفرینی اکشن | سی‌دی پراجکت         |
| 2016 | آنچارتد ۴: عاقبت یک دزد      | بازی اکشن-ماجراجویی | ناتی داگ            |
| 2017 | افسانه زلدا: نفس وحش         | بازی اکشن-ماجراجویی | نینتندو ئی‌پی‌دی      |
| 2018 | خدای جنگ (بازی ویدئویی ۲۰۱۸) | بازی اکشن-ماجراجویی | استودیو سنتا مونیکا |
| 2019 | جهان‌های بیرونی               | بازی نقش‌آفرینی اکشن | آبسیدین انترتینمنت  |
| 2020 | هادس (بازی ویدئویی)          | بازی نقش‌آفرینی اکشن | سوپرجاینت گیمز      |
| 2021 | روانگردان‌ها ۲                | سکوبازی             | دابل فاین پروداکشنز |
| 2022 | الدن رینگ                    | بازی نقش‌آفرینی اکشن | فرام سافتور         |

### جوایز بازی‌های ویدئویی اسپایک
| سال  | بازی                         | ژانر                | توسعه دهندگان      |
| ---- | ---------------------------- | ------------------- | ------------------ |
| ۲۰۰۳ | مادن ان‌اف‌ال ۲۰۰۴             | بازی ویدئویی ورزشی  | ئی‌ای تایبرون       |
| ۲۰۰۴ | اتومبیل‌دزدی بزرگ: سن آندریاس | بازی اکشن-ماجراجویی | راک‌استار نورث      |
| ۲۰۰۵ | رزیدنت ایول ۴                | ترس و بقا           | کپ‌کام              |
| ۲۰۰۶ | الدر اسکورولز ۴: آبلیویئن    | بازی نقش‌آفرینی اکشن | بتسدا گیم استودیوز |
| ۲۰۰۷ | بایوشاک                      | تیراندازی اول شخص   | ایرشنال گیمز       |
| ۲۰۰۸ | اتومبیل‌دزدی بزرگ ۴           | بازی اکشن-ماجراجویی | راک‌استار نورث      |
| ۲۰۰۹ | آنچارتد ۲: درمیان دزدان      | بازی اکشن-ماجراجویی | ناتی داگ           |
| ۲۰۱۰ | رد دد ریدمپشن                | بازی اکشن-ماجراجویی | راک‌استار سن‌دیگو    |
| ۲۰۱۱ | الدر اسکورولز ۵: اسکایریم    | بازی نقش‌آفرینی اکشن | بتسدا گیم استودیوز |
| ۲۰۱۲ | مردگان متحرک (بازی ویدئویی)  | بازی ماجراجویی      | تل‌تیل گیمز         |
| ۲۰۱۳ | اتومبیل‌دزدی بزرگ ۵           | بازی اکشن-ماجراجویی | راک‌استار نورث      |

### جوایز بازی SXSW
| سال  | بازی                         | ژانر                               | توسعه دهندگان       |
| ---- | ---------------------------- | ---------------------------------- | ------------------- |
| ۲۰۱۴ | آخرین بازمانده از ما         | بازی اکشن-ماجراجویی                | ناتی داگ            |
| ۲۰۱۵ | عصر اژدها: تفتیش عقاید       | بازی نقش‌آفرینی اکشن                | بایوور              |
| ۲۰۱۶ | ویچر ۳: وایلد هانت           | بازی نقش‌آفرینی اکشن                | سی‌دی پراجکت         |
| ۲۰۱۷ | آنچارتد ۴: عاقبت یک دزد      | بازی اکشن-ماجراجویی                | ناتی داگ            |
| ۲۰۱۸ | افسانه زلدا: نفس وحش         | بازی اکشن-ماجراجویی                | نینتندو ئی‌پی‌دی      |
| ۲۰۱۹ | خدای جنگ (بازی ویدئویی ۲۰۱۸) | بازی اکشن-ماجراجویی                | استودیو سنتا مونیکا |
| ۲۰۲۰ | سکیرو: سایه‌ها دو بار می‌میرند | بازی اکشن-ماجراجویی                | فرام سافتور         |
| ۲۰۲۱ | هادس (بازی ویدئویی)          | بازی نقش‌آفرینی اکشن                | سوپرجاینت گیمز      |
| ۲۰۲۲ | فاینال فانتزی ۱۶: اندواکر    | بازی نقش‌آفرینی برخط چندنفره گسترده | اسکوئر انیکس        |

## انتشارات و رسانه‌ها

### ارز تکنیکا
| سال  | بازی                   | ژانر                | توسعه دهندگان       |
| ---- | ---------------------- | ------------------- | ------------------- |
| ۲۰۱۲ | بی‌آبرو                 | بازی اکشن-ماجراجویی | آرکین استودیوز      |
| ۲۰۱۳ | مدارک، لطفاً            | بازی ویدئویی معمایی |                     |
| ۲۰۱۴ | عصر اژدها: تفتیش عقاید | بازی نقش‌آفرینی اکشن | بایوور              |
| ۲۰۱۵ | راکت لیگ               | بازی ویدئویی ورزشی  | سایونیکس            |
| ۲۰۱۶ | اورواچ                 | تیراندازی اول شخص   | بلیزارد انترتینمنت  |
| ۲۰۱۷ | سوپر ماریو ادیسه       | سکوبازی             | نینتندو ئی‌پی‌دی      |
| ۲۰۱۸ | سلست (بازی ویدئویی)    | سکوبازی             |                     |
| ۲۰۱۹ | کنترل (بازی ویدئویی)   | بازی اکشن-ماجراجویی | رمدی انترتینمنت     |
| ۲۰۲۰ | هادس (بازی ویدئویی)    | بازی نقش‌آفرینی اکشن | سوپرجاینت گیمز      |
| ۲۰۲۱ | روانگردان‌ها ۲          | سکوبازی             | دابل فاین پروداکشنز |
| ۲۰۲۲ | الدن رینگ              | بازی نقش‌آفرینی اکشن | فرام سافتور         |

### دستراکتید
| سال  | بازی                         | ژانر                | توسعه دهندگان       |
| ---- | ---------------------------- | ------------------- | ------------------- |
| ۲۰۰۷ | بایوشاک                      | تیراندازی اول شخص   | ایرشنال گیمز        |
| ۲۰۰۸ | لفت فور دد                   | تیراندازی اول شخص   | شرکت ولو            |
| ۲۰۰۹ | آنچارتد ۲: درمیان دزدان      | بازی اکشن-ماجراجویی | ناتی داگ            |
| ۲۰۱۰ | سوپر ماریو گالاکسی ۲         | سکوبازی             | نینتندو ئی‌ای‌دی      |
| ۲۰۱۱ | پورتال ۲                     | سکوبازی             | شرکت ولو            |
| ۲۰۱۲ | مردگان متحرک (بازی ویدئویی)  | بازی ماجراجویی      | تل‌تیل گیمز          |
| ۲۰۱۳ | آخرین بازمانده از ما         | بازی اکشن-ماجراجویی | ناتی داگ            |
| ۲۰۱۴ | بایونتا ۲                    | هک اند اسلش         | پلاتینیوم گیمز      |
| ۲۰۱۵ | بلادبورن                     | بازی نقش‌آفرینی اکشن | فرام سافتور         |
| ۲۰۱۶ | اورواچ                       | تیراندازی اول شخص   | بلیزارد انترتینمنت  |
| ۲۰۱۷ | افسانه زلدا: نفس وحش         | بازی اکشن-ماجراجویی | نینتندو ئی‌پی‌دی      |
| ۲۰۱۸ | خدای جنگ (بازی ویدئویی ۲۰۱۸) | بازی اکشن-ماجراجویی | استودیو سنتا مونیکا |
| ۲۰۱۹ | جهان‌های بیرونی               | بازی نقش‌آفرینی اکشن | آبسیدین انترتینمنت  |
| ۲۰۲۰ | هادس (بازی ویدئویی)          | بازی نقش‌آفرینی اکشن | سوپرجاینت گیمز      |
| ۲۰۲۱ | کاسنی: یک داستان رنگارنگ     | بازی ماجراجویی      | گرگ لوبانوف         |
| ۲۰۲۲ | الدن رینگ                    | بازی نقش‌آفرینی اکشن | فرام سافتور         |

### گیم‌تریلرز
| سال  | بازی                         | ژانر                | توسعه دهندگان       |
| ---- | ---------------------------- | ------------------- | ------------------- |
| ۲۰۱۶ | آخرین نگهبان                 | بازی اکشن-ماجراجویی | استودیو ژاپن        |
| ۲۰۱۷ | افسانه زلدا: نفس وحش         | بازی اکشن-ماجراجویی | نینتندو ئی‌پی‌دی      |
| ۲۰۱۸ | خدای جنگ (بازی ویدئویی ۲۰۱۸) | بازی اکشن-ماجراجویی | استودیو سنتا مونیکا |
| ۲۰۱۹ | سکیرو: سایه‌ها دو بار می‌میرند | بازی اکشن-ماجراجویی | فرام سافتور         |
| ۲۰۲۰ | نیمه‌عمر: الیکس               | تیراندازی اول شخص   | شرکت ولو            |
| ۲۰۲۱ | ریترنال                      | تیراندازی سوم شخص   | هاوس‌مارک            |
| ۲۰۲۲ | الدن رینگ                    | بازی نقش‌آفرینی اکشن | فرام سافتور         |

### اج
| سال  | بازی                           | ژانر                           | توسعه دهندگان                  |
| ---- | ------------------------------ | ------------------------------ | ------------------------------ |
| ۱۹۹۸ | افسانه زلدا: اوکارینای زمان    | بازی اکشن-ماجراجویی            | نینتندو ئی‌ای‌دی                 |
| ۱۹۹۹ | گرن توریسمو ۲                  | شبیه سازی مسابقه               | پولی‌فونی دیجیتال               |
| ۲۰۰۲ | متروید پرایم                   | بازی اکشن-ماجراجویی            | رترو استودیوز                  |
| ۲۰۰۴ | نیمه‌عمر ۲                      | تیراندازی اول شخص              | شرکت ولو                       |
| ۲۰۰۵ | رزیدنت ایول ۴                  | ترس و بقا                      | کپ‌کام                          |
| ۲۰۰۶ | فاینال فانتزی ۱۲               | بازی ویدئویی نقش‌آفرینی         | اسکوئر انیکس                   |
| ۲۰۰۷ | سوپر ماریو گالاکسی             | سکوبازی                        | نینتندو ئی‌ای‌دی                 |
| ۲۰۰۸ | اتومبیل‌دزدی بزرگ ۴             | بازی اکشن-ماجراجویی            | راک‌استار نورث                  |
| ۲۰۰۹ | سرزمین‌های مرزی (بازی ویدئویی)  | بازی نقش‌آفرینی اکشن            | گیرباکس سافت‌ور                 |
| ۲۰۱۰ | سوپر ماریو گالاکسی ۲           | سکوبازی                        | نینتندو ئی‌ای‌دی                 |
| ۲۰۱۱ | د لجند آف زلدا: شمشیر به آسمان | بازی اکشن-ماجراجویی            | نینتندو ئی‌ای‌دی                 |
| ۲۰۱۲ | بی‌آبرو                         | بازی اکشن-ماجراجویی            | آرکین استودیوز                 |
| ۲۰۱۳ | اتومبیل‌دزدی بزرگ ۵             | بازی اکشن-ماجراجویی            | راک‌استار نورث                  |
| ۲۰۱۴ | بایونتا ۲                      | بازی اکشن                      | پلاتینیوم گیمز                 |
| ۲۰۱۵ | بلادبورن                       | بازی نقش‌آفرینی اکشن            | فرام سافتور                    |
| ۲۰۱۶ | آخرین نگهبان                   | بازی اکشن-ماجراجویی            | استودیو ژاپن                   |
| ۲۰۱۷ | افسانه زلدا: نفس وحش           | بازی اکشن-ماجراجویی            | نینتندو ئی‌پی‌دی                 |
| ۲۰۱۸ | رد دد ریدمپشن ۲                | بازی اکشن-ماجراجویی            | راک‌استار گیمز                  |
| ۲۰۱۹ | وحشی‌های بیرونی                 | بازی اکشن-ماجراجویی            | موبیوس دیجیتال                 |
| ۲۰۲۰ | No direct GOTY award was given | No direct GOTY award was given | No direct GOTY award was given |
| ۲۰۲۱ | حلقه مرگ                       | تیراندازی اول شخص              | آرکین استودیوز                 |
| ۲۰۲۲ | الدن رینگ                      | بازی نقش‌آفرینی اکشن            | فرام سافتور                    |
| ۲۰۲۲ | جاودانگی (بازی ویدئویی)        | فیلم تعاملی                    | سم بارلو                       |

### الکترونیک گیمینگ مانثلی(EGM)
| سال  | بازی                        | ژانر                | توسعه دهندگان       |
| ---- | --------------------------- | ------------------- | ------------------- |
| ۲۰۰۱ | هیلو: نبرد تکامل            | تیراندازی اول شخص   | بانجی               |
| ۲۰۰۲ | متروید پرایم                | بازی اکشن-ماجراجویی | رترو استودیوز       |
| ۲۰۰۳ | شاهزاده ایران: شن‌های زمان   | بازی اکشن-ماجراجویی | یوبی‌سافت مونترآل    |
| ۲۰۰۴ | هیلو ۲                      | تیراندازی اول شخص   | بانجی               |
| ۲۰۰۵ | رزیدنت ایول ۴               | ترس و بقا           | کپ‌کام               |
| ۲۰۰۶ | افسانه زلدا: پرنسس گرگ‌ومیش  | بازی اکشن-ماجراجویی | نینتندو ئی‌ای‌دی      |
| ۲۰۰۷ | بایوشاک                     | تیراندازی اول شخص   | ایرشنال گیمز        |
| ۲۰۰۸ | اتومبیل‌دزدی بزرگ ۴          | بازی اکشن-ماجراجویی | راک‌استار نورث       |
| ۲۰۰۹ | آنچارتد ۲: درمیان دزدان     | بازی اکشن-ماجراجویی | ناتی داگ            |
| ۲۰۱۰ | رد دد ریدمپشن               | بازی اکشن-ماجراجویی | راک‌استار سن‌دیگو     |
| ۲۰۱۱ | الدر اسکورولز ۵: اسکایریم   | بازی نقش‌آفرینی اکشن | بتسدا گیم استودیوز  |
| ۲۰۱۲ | فار کرای ۳                  | تیراندازی اول شخص   | یوبی‌سافت مونترآل    |
| ۲۰۱۳ | بایوشاک: بیکران             | تیراندازی اول شخص   | ایرشنال گیمز        |
| ۲۰۱۴ | عصر اژدها: تفتیش عقاید      | بازی نقش‌آفرینی اکشن | بایوور              |
| ۲۰۱۵ | ویچر ۳: وایلد هانت          | بازی نقش‌آفرینی اکشن | سی‌دی پراجکت         |
| ۲۰۱۶ | اورواچ                      | تیراندازی اول شخص   | بلیزارد انترتینمنت  |
| ۲۰۱۷ | افسانه زلدا: نفس وحش        | بازی اکشن-ماجراجویی | نینتندو ئی‌پی‌دی      |
| ۲۰۱۸ | رد دد ریدمپشن ۲             | بازی اکشن-ماجراجویی | راک‌استار گیمز       |
| ۲۰۱۹ | کنترل (بازی ویدئویی)        | بازی اکشن-ماجراجویی | رمدی انترتینمنت     |
| ۲۰۲۰ | آخرین بازمانده از ما قسمت ۲ | بازی اکشن-ماجراجویی | ناتی داگ            |
| ۲۰۲۱ | روانگردان‌ها ۲               | سکوبازی             | دابل فاین پروداکشنز |
| ۲۰۲۲ | الدن رینگ                   | بازی نقش‌آفرینی اکشن | فرام سافتور         |

### امپایر
| سال  | بازی                              | ژانر                | توسعه دهندگان       |
| ---- | --------------------------------- | ------------------- | ------------------- |
| ۲۰۱۴ | دارک سولز ۲                       | بازی نقش‌آفرینی اکشن | فرام سافتور         |
| ۲۰۱۵ | بلادبورن                          | بازی نقش‌آفرینی اکشن | فرام سافتور         |
| ۲۰۱۶ | آنچارتد ۴: عاقبت یک دزد           | بازی اکشن-ماجراجویی | ناتی داگ            |
| ۲۰۱۷ | سوپر ماریو ادیسه                  | سکوبازی             | نینتندو ئی‌ای‌دی      |
| ۲۰۱۸ | خدای جنگ (بازی ویدئویی ۲۰۱۸)      | بازی اکشن-ماجراجویی | استودیو سنتا مونیکا |
| ۲۰۱۹ | رزیدنت ایول ۲ (بازی ویدئویی ۲۰۱۹) | بازی اکشن-ماجراجویی | کپ‌کام               |
| ۲۰۲۰ | آخرین بازمانده از ما قسمت ۲       | بازی اکشن-ماجراجویی | ناتی داگ            |
| ۲۰۲۱ | حلقه مرگ                          | تیراندازی اول شخص   | آرکین استودیوز      |
| ۲۰۲۲ | الدن رینگ                         | بازی نقش‌آفرینی اکشن | فرام سافتور         |

### انترتینمنت ویکلی
| سال  | بازی                              | ژانر                | توسعه دهندگان       |
| ---- | --------------------------------- | ------------------- | ------------------- |
| ۲۰۰۷ | بایوشاک                           | تیراندازی اول شخص   | ایرشنال گیمز        |
| ۲۰۰۸ | وی فیت                            | بازی ورزش           | نینتندو ئی‌ای‌دی      |
| ۲۰۱۰ | رد دد ریدمپشن                     | بازی اکشن-ماجراجویی | راک‌استار سن‌دیگو     |
| ۲۰۱۲ | جورنی (بازی ویدئویی)              | بازی ماجراجویی      | دت‌گیم‌کامپانی        |
| ۲۰۱۳ | بایوشاک: بیکران                   | تیراندازی اول شخص   | ایرشنال گیمز        |
| ۲۰۱۵ | متال گیر سالید ۵: فانتوم پین      | بازی اکشن-ماجراجویی | کوجیما پروداکشنز    |
| ۲۰۱۶ | اینساید (بازی ویدئویی)            | سکوبازی             | پلی‌دد               |
| ۲۰۱۷ | افسانه زلدا: نفس وحش              | بازی اکشن-ماجراجویی | نینتندو ئی‌پی‌دی      |
| ۲۰۱۸ | خدای جنگ (بازی ویدئویی ۲۰۱۸)      | بازی اکشن-ماجراجویی | استودیو سنتا مونیکا |
| ۲۰۱۹ | رزیدنت ایول ۲ (بازی ویدئویی ۲۰۱۹) | ترس و بقا           | کپ‌کام               |
| ۲۰۲۰ | آخرین بازمانده از ما قسمت ۲       | بازی اکشن-ماجراجویی | ناتی داگ            |
| ۲۰۲۱ | رزیدنت ایول روستا                 | ترس و بقا           | کپ‌کام               |

### یوروگیمر
| سال  | بازی                          | ژانر                | توسعه دهندگان       |
| ---- | ----------------------------- | ------------------- | ------------------- |
| ۱۹۹۹ | آنریل تورنومنت                | تیراندازی اول شخص   | اپیک گیمز           |
| ۲۰۰۰ | دئوس اکس                      | بازی نقش‌آفرینی اکشن | یون استورم          |
| ۲۰۰۱ | اتومبیل‌دزدی بزرگ ۳            | بازی اکشن-ماجراجویی | راک‌استار نورث       |
| ۲۰۰۲ | ایکو                          | بازی اکشن-ماجراجویی | تیم ایکو            |
| ۲۰۰۳ | اتومبیل‌دزدی بزرگ: وایس سیتی   | بازی اکشن-ماجراجویی | راک‌استار نورث       |
| ۲۰۰۴ | نیمه‌عمر ۲                     | تیراندازی اول شخص   | شرکت ولو            |
| ۲۰۰۵ | روان‌نوردان                    | سکوبازی             | دابل فاین پروداکشنز |
| ۲۰۰۶ | گیتار هیرو (بازی ویدئویی)     | بازی ریتم           | هارمونیکس           |
| ۲۰۰۷ | پورتال (بازی ویدئویی)         | سکوبازی             | شرکت ولو            |
| ۲۰۰۸ | بزرگ سیاره کوچک (پلی‌استیشن ۳) | سکوبازی             | مدیا مولکول         |
| ۲۰۰۹ | آنچارتد ۲: درمیان دزدان       | بازی اکشن-ماجراجویی | ناتی داگ            |
| ۲۰۱۰ | تأثیر فراگیر ۲                | بازی نقش‌آفرینی اکشن | بایوور              |
| ۲۰۱۱ | پورتال ۲                      | سکوبازی             | شرکت ولو            |
| ۲۰۱۲ | فز                            | سکوبازی             |                     |
| ۲۰۱۳ | سوپر ماریو ۳ دی ورلد          | سکوبازی             | نینتندو ئی‌ای‌دی      |
| ۲۰۱۴ | ماریو کارت ۸                  | بازی رانندگی        | نینتندو ئی‌ای‌دی      |
| ۲۰۱۵ | بلادبورن                      | بازی نقش‌آفرینی اکشن | فرام سافتور         |
| ۲۰۱۶ | اورواچ                        | تیراندازی اول شخص   | بلیزارد انترتینمنت  |
| ۲۰۱۷ | افسانه زلدا: نفس وحش          | بازی اکشن-ماجراجویی | نینتندو ئی‌پی‌دی      |
| ۲۰۱۸ | تتریس افکت                    | بازی ویدئویی معمایی |                     |
| ۲۰۱۹ | وحشی‌های بیرونی                | بازی اکشن-ماجراجویی |                     |
| ۲۰۲۰ | هادس (بازی ویدئویی)           | بازی نقش‌آفرینی اکشن | سوپرجاینت گیمز      |
| ۲۰۲۱ | آن‌پکینگ                       | پازل                |                     |
| ۲۰۲۲ | الدن رینگ                     | بازی نقش‌آفرینی اکشن | فرام سافتور         |

### گیم اینفورمر
| سال  | بازی                         | ژانر                | توسعه دهندگان       |
| ---- | ---------------------------- | ------------------- | ------------------- |
| ۲۰۰۴ | هیلو ۲                       | تیراندازی اول شخص   | بانجی               |
| ۲۰۰۵ | رزیدنت ایول ۴                | ترس و بقا           | کپ‌کام               |
| ۲۰۰۶ | افسانه زلدا: پرنسس گرگ‌ومیش   | بازی اکشن-ماجراجویی | نینتندو ئی‌ای‌دی      |
| ۲۰۰۷ | بایوشاک                      | تیراندازی اول شخص   | ایرشنال گیمز        |
| ۲۰۰۸ | اتومبیل‌دزدی بزرگ ۴           | بازی اکشن-ماجراجویی | راک‌استار نورث       |
| ۲۰۰۹ | آنچارتد ۲: درمیان دزدان      | بازی اکشن-ماجراجویی | ناتی داگ            |
| ۲۰۱۰ | رد دد ریدمپشن                | بازی اکشن-ماجراجویی | راک‌استار سن‌دیگو     |
| ۲۰۱۱ | الدر اسکورولز ۵: اسکایریم    | بازی نقش‌آفرینی اکشن | بتسدا گیم استودیوز  |
| ۲۰۱۲ | تأثیر فراگیر ۳               | بازی نقش‌آفرینی اکشن | بایوور              |
| ۲۰۱۳ | آخرین بازمانده از ما         | بازی اکشن-ماجراجویی | ناتی داگ            |
| ۲۰۱۴ | عصر اژدها: تفتیش عقاید       | بازی نقش‌آفرینی اکشن | بایوور              |
| ۲۰۱۵ | ویچر ۳: وایلد هانت           | بازی نقش‌آفرینی اکشن | سی‌دی پراجکت         |
| ۲۰۱۶ | اورواچ                       | تیراندازی اول شخص   | بلیزارد انترتینمنت  |
| ۲۰۱۷ | افسانه زلدا: نفس وحش         | بازی اکشن-ماجراجویی | نینتندو ئی‌پی‌دی      |
| ۲۰۱۸ | خدای جنگ (بازی ویدئویی ۲۰۱۸) | بازی اکشن-ماجراجویی | استودیو سنتا مونیکا |
| ۲۰۱۹ | کنترل (بازی ویدئویی)         | بازی اکشن-ماجراجویی | رمدی انترتینمنت     |
| ۲۰۲۰ | آخرین بازمانده از ما قسمت ۲  | بازی اکشن-ماجراجویی | ناتی داگ            |
| ۲۰۲۱ | هیلو اینفینیت                | تیراندازی اول شخص   | ۳۴۳ اینداستریز      |
| ۲۰۲۲ | الدن رینگ                    | بازی نقش‌آفرینی اکشن | فرام سافتور         |

### گیم‌اسپات
| سال  | بازی                                 | ژانر                               | توسعه دهندگان      |
| ---- | ------------------------------------ | ---------------------------------- | ------------------ |
| ۱۹۹۶ | دیابلو (بازی ویدئویی)                | بازی نقش‌آفرینی اکشن                | بلیزارد شمال       |
| ۱۹۹۷ | نابودی کامل                          | استراتژی هم‌زمان                    | کیوداگ انترتینمنت  |
| ۱۹۹۸ | Console: افسانه زلدا: اوکارینای زمان | بازی اکشن-ماجراجویی                |                    |
| ۱۹۹۸ | PC: گریم فندنگو                      | بازی ماجراجویی                     | لوکاس‌آرتز          |
| ۱۹۹۹ | Console: سول‌کالیبر (بازی ویدئویی)    | بازی مبارزه‌ای                      | نامکو              |
| ۱۹۹۹ | PC: اورکوئست                         | بازی نقش‌آفرینی برخط چندنفره گسترده | دیبرک گیمز         |
| ۲۰۰۰ | Console: کرونو کراس                  | بازی نقش‌آفرینی                     | اسکوئر             |
| ۲۰۰۰ | PC: سیمز (مجموعه بازی)               | بازی شبیه‌سازی زندگی                | ماکسیس             |
| ۲۰۰۱ | Console: اتومبیل‌دزدی بزرگ ۳          | بازی اکشن-ماجراجویی                | راک‌استار نورث      |
| ۲۰۰۱ | [ ۲۰۳ ]                              | تیراندازی اول شخص                  |                    |
| ۲۰۰۲ | [ ۲۰۴ ]                              | بازی اکشن-ماجراجویی                |                    |
| ۲۰۰۳ | [ ۲۰۵ ]                              | بازی اکشن-ماجراجویی                |                    |
| ۲۰۰۴ | دنیای وارکرفت                        | بازی نقش‌آفرینی برخط چندنفره گسترده | بلیزارد انترتینمنت |
| ۲۰۰۵ | رزیدنت ایول ۴                        | ترس و بقا                          | کپ‌کام              |
| ۲۰۰۶ | چرخ‌دنده‌های جنگ                       | تیراندازی سوم شخص                  | اپیک گیمز          |
| ۲۰۰۷ | سوپر ماریو گالاکسی                   | سکوبازی                            |                    |
| ۲۰۰۸ | متال گیر سالید ۴: سلاح‌های میهن‌پرستان | بازی اکشن-ماجراجویی                | کوجیما پروداکشنز   |
| ۲۰۰۹ | ارواح شیطانی                         | بازی نقش‌آفرینی اکشن                | فرام سافتور        |
| ۲۰۱۰ | رد دد ریدمپشن                        | بازی اکشن-ماجراجویی                | راک‌استار سن‌دیگو    |
| ۲۰۱۱ | الدر اسکورولز ۵: اسکایریم            | بازی نقش‌آفرینی اکشن                | بتسدا گیم استودیوز |
| ۲۰۱۲ | جورنی (بازی ویدئویی)                 | بازی ماجراجویی                     | دت‌گیم‌کامپانی       |
| ۲۰۱۳ | [ ۲۱۵ ]                              | بازی اکشن-ماجراجویی                |                    |
| ۲۰۱۴ | سرزمین میانه: سایه موردور            | بازی اکشن-ماجراجویی                | مونولیث پروداکشنز  |
| ۲۰۱۵ | ویچر ۳: وایلد هانت                   | بازی نقش‌آفرینی اکشن                | سی‌دی پراجکت        |
| ۲۰۱۶ | اورواچ                               | تیراندازی اول شخص                  | بلیزارد انترتینمنت |
| ۲۰۱۷ | افسانه زلدا: نفس وحش                 | بازی اکشن-ماجراجویی                |                    |
| ۲۰۱۸ | رد دد ریدمپشن ۲                      | بازی اکشن-ماجراجویی                | راک‌استار گیمز      |
| ۲۰۱۹ | سکیرو: سایه‌ها دو بار می‌میرند         | بازی اکشن-ماجراجویی                | فرام سافتور        |
| ۲۰۲۰ | نیمه‌عمر: الیکس                       | تیراندازی اول شخص                  | شرکت ولو           |
| ۲۰۲۱ | حلقه مرگ                             | تیراندازی اول شخص                  | آرکین استودیوز     |
| ۲۰۲۲ | الدن رینگ                            | بازی نقش‌آفرینی اکشن                | فرام سافتور        |

### گیمزریدار+
| سال  | بازی                         | ژانر                | توسعه دهندگان       |
| ---- | ---------------------------- | ------------------- | ------------------- |
| ۲۰۰۶ | افسانه زلدا: پرنسس گرگ‌ومیش   | بازی اکشن-ماجراجویی | نینتندو ئی‌ای‌دی      |
| ۲۰۰۷ | جعبه نارنجی                  | تیراندازی اول شخص   | شرکت ولو            |
| ۲۰۰۸ | فال‌اوت ۳                     | بازی نقش‌آفرینی اکشن | بتسدا گیم استودیوز  |
| ۲۰۰۹ | بتمن: تیمارستان آرکهام       | بازی اکشن-ماجراجویی | راک‌استدی استودیوز   |
| ۲۰۱۰ | رد دد ریدمپشن                | بازی اکشن-ماجراجویی | راک‌استار سن‌دیگو     |
| ۲۰۱۱ | پورتال ۲                     | سکوبازی             | شرکت ولو            |
| ۲۰۱۲ | مردگان متحرک (بازی ویدئویی)  | بازی ماجراجویی      | تل‌تیل گیمز          |
| ۲۰۱۳ | آخرین بازمانده از ما         | بازی اکشن-ماجراجویی | ناتی داگ            |
| ۲۰۱۴ | سرنوشت (بازی ویدئویی)        | بازی نقش‌آفرینی اکشن | بانجی               |
| ۲۰۱۵ | متال گیر سالید ۵: فانتوم پین | بازی اکشن-ماجراجویی | کوجیما پروداکشنز    |
| ۲۰۱۶ | تایتان‌فال ۲                  | تیراندازی اول شخص   | رسپاون انترتینمنت   |
| ۲۰۱۷ | افسانه زلدا: نفس وحش         | بازی اکشن-ماجراجویی | نینتندو ئی‌پی‌دی      |
| ۲۰۱۸ | خدای جنگ (بازی ویدئویی ۲۰۱۸) | بازی اکشن-ماجراجویی | استودیو سنتا مونیکا |
| ۲۰۱۹ | کنترل (بازی ویدئویی)         | بازی اکشن-ماجراجویی | رمدی انترتینمنت     |
| ۲۰۲۰ | هادس (بازی ویدئویی)          | بازی نقش‌آفرینی اکشن | سوپرجاینت گیمز      |
| ۲۰۲۱ | حلقه مرگ                     | بازی اکشن-ماجراجویی | آرکین استودیوز      |
| ۲۰۲۲ | الدن رینگ                    | بازی نقش‌آفرینی اکشن | فرام سافتور         |

### گیم‌تریلرز
| سال  | بازی                       | ژانر                      | توسعه دهندگان      |
| ---- | -------------------------- | ------------------------- | ------------------ |
| ۲۰۰۵ | رزیدنت ایول ۴              | ترس و بقا                 | کپ‌کام              |
| ۲۰۰۶ | افسانه زلدا: پرنسس گرگ‌ومیش | بازی اکشن-ماجراجویی       |                    |
| ۲۰۰۷ | سوپر ماریو گالاکسی         | سکوبازی                   |                    |
| ۲۰۰۸ | اتومبیل‌دزدی بزرگ ۴         | بازی اکشن-ماجراجویی       | راک‌استار نورث      |
| ۲۰۰۹ | ندای وظیفه: جنگاوری نوین ۲ | تیراندازی اول شخص         | اینفینیتی وارد     |
| ۲۰۱۰ | تأثیر فراگیر ۲             | بازی نقش‌آفرینی اکشن       | بایوور             |
| ۲۰۱۱ | آنچارتد ۳: فریب دریک       | بازی اکشن-ماجراجویی       | ناتی داگ           |
| ۲۰۱۲ | ایکس‌کام: دشمن ناشناس       |                           | فیراکسیس گیمز      |
| ۲۰۱۳ | آخرین بازمانده از ما       | بازی اکشن-ماجراجویی       | ناتی داگ           |
| ۲۰۱۴ | قلب‌سنگی: قهرمانان وارکرفت  | بازی جمع‌آوری کارت دیجیتال | بلیزارد انترتینمنت |
| ۲۰۱۵ | بلادبورن                   | بازی نقش‌آفرینی اکشن       | فرام سافتور        |

### جاینت بامب
| سال  | بازی                      | ژانر                | توسعه دهندگان               |
| ---- | ------------------------- | ------------------- | --------------------------- |
| ۲۰۰۸ | اتومبیل‌دزدی بزرگ ۴        | بازی اکشن-ماجراجویی | راک‌استار نورث               |
| ۲۰۰۹ | آنچارتد ۲: درمیان دزدان   | بازی اکشن-ماجراجویی | ناتی داگ                    |
| ۲۰۱۰ | تأثیر فراگیر ۲            | بازی نقش‌آفرینی اکشن | بایوور                      |
| ۲۰۱۱ | الدر اسکورولز ۵: اسکایریم | بازی نقش‌آفرینی اکشن | بتسدا گیم استودیوز          |
| ۲۰۱۲ | ایکس‌کام: دشمن ناشناس      |                     | فیراکسیس گیمز               |
| ۲۰۱۳ | آخرین بازمانده از ما      | بازی اکشن-ماجراجویی | ناتی داگ                    |
| ۲۰۱۴ | سرزمین میانه: سایه موردور | بازی اکشن-ماجراجویی | مونولیث پروداکشنز           |
| ۲۰۱۵ | سوپر ماریو میکر           | سکوبازی             |                             |
| ۲۰۱۶ | هیتمن (بازی ویدئویی ۲۰۱۶) | بازی مخفی‌کاری       | آی‌او اینتراکتیو             |
| ۲۰۱۷ | پابجی: بتل‌گراندز          | بازی بتل رویال      | کرافتون (شرکت بازی ویدئویی) |
| ۲۰۱۸ | تتریس افکت                | بازی ویدئویی معمایی |                             |
| ۲۰۱۹ | وحشی‌های بیرونی            | بازی اکشن-ماجراجویی |                             |
| ۲۰۲۰ | هادس (بازی ویدئویی)       | بازی نقش‌آفرینی اکشن | سوپرجاینت گیمز              |
| ۲۰۲۱ | کاسنی: یک داستان رنگارنگ  | ماجراجویی           |                             |
| ۲۰۲۲ | الدن رینگ                 | بازی نقش‌آفرینی اکشن | فرام سافتور                 |

### هاردکور گیمر
| سال  | بازی                              | ژانر                | توسعه دهندگان       |
| ---- | --------------------------------- | ------------------- | ------------------- |
| ۲۰۱۲ | فار کرای ۳                        | تیراندازی اول شخص   | یوبی‌سافت            |
| ۲۰۱۳ | آخرین بازمانده از ما              | بازی اکشن-ماجراجویی | ناتی داگ            |
| ۲۰۱۴ | عصر اژدها: تفتیش عقاید            | بازی نقش‌آفرینی اکشن | بایوور              |
| ۲۰۱۵ | قصه‌های از سرزمین‌های مرزی          | بازی ماجراجویی      | تل‌تیل گیمز          |
| ۲۰۱۶ | جغد پسر                           | سکوبازی             |                     |
| ۲۰۱۷ | نیئا: اتوماتا                     | بازی نقش‌آفرینی اکشن | پلاتینیوم گیمز      |
| ۲۰۱۸ | خدای جنگ (بازی ویدئویی ۲۰۱۸)      | بازی اکشن-ماجراجویی | استودیو سنتا مونیکا |
| ۲۰۱۹ | رزیدنت ایول ۲ (بازی ویدئویی ۲۰۱۹) | ترس و بقا           | کپ‌کام               |
| ۲۰۲۰ | شبح تسوشیما                       | بازی اکشن-ماجراجویی | ساکر پانچ پروداکشنز |
| ۲۰۲۱ | رچت و کلنک: شکاف جدا              | تیراندازی سوم شخص   | اینسامنیاک گیمز     |
| ۲۰۲۲ | خدای جنگ: رگناروک                 | بازی اکشن-ماجراجویی | استودیو سنتا مونیکا |

### آی‌جی‌ان
| سال  | بازی                              | ژانر                   | توسعه دهندگان       |
| ---- | --------------------------------- | ---------------------- | ------------------- |
| ۲۰۰۱ | هیلو: نبرد تکامل                  | تیراندازی اول شخص      | بانجی               |
| ۲۰۰۲ | بتلفیلد ۱۹۴۲                      | تیراندازی اول شخص      | ئی‌ای دایس           |
| ۲۰۰۳ | جنگ ستارگان: سلحشوران جمهوری قدیم | بازی ویدئویی نقش‌آفرینی | بایوور              |
| ۲۰۰۴ | نیمه‌عمر ۲                         | تیراندازی اول شخص      | شرکت ولو            |
| ۲۰۰۵ | خدای جنگ (بازی ویدئویی ۲۰۰۵)      | بازی اکشن-ماجراجویی    | استودیو سنتا مونیکا |
| ۲۰۰۶ | اوکامی                            | بازی اکشن-ماجراجویی    | کلاور استودیو       |
| ۲۰۰۷ | سوپر ماریو گالاکسی                | سکوبازی                | نینتندو ئی‌ای‌دی      |
| ۲۰۰۸ | فال‌اوت ۳                          | بازی نقش‌آفرینی اکشن    | بتسدا گیم استودیوز  |
| ۲۰۰۹ | آنچارتد ۲: درمیان دزدان           | بازی اکشن-ماجراجویی    | ناتی داگ            |
| ۲۰۱۰ | تأثیر فراگیر ۲                    | بازی نقش‌آفرینی اکشن    | بایوور              |
| ۲۰۱۱ | پورتال ۲                          | سکوبازی                | شرکت ولو            |
| ۲۰۱۲ | جورنی (بازی ویدئویی)              | بازی ماجراجویی         | دت‌گیم‌کامپانی        |
| ۲۰۱۳ | آخرین بازمانده از ما              | بازی اکشن-ماجراجویی    | ناتی داگ            |
| ۲۰۱۴ | عصر اژدها: تفتیش عقاید            | بازی نقش‌آفرینی اکشن    | بایوور              |
| ۲۰۱۵ | ویچر ۳: وایلد هانت                | بازی نقش‌آفرینی اکشن    | سی‌دی پراجکت         |
| ۲۰۱۶ | اورواچ                            | تیراندازی اول شخص      | بلیزارد انترتینمنت  |
| ۲۰۱۷ | افسانه زلدا: نفس وحش              | بازی اکشن-ماجراجویی    | نینتندو ئی‌پی‌دی      |
| ۲۰۱۸ | خدای جنگ (بازی ویدئویی ۲۰۱۸)      | بازی اکشن-ماجراجویی    | استودیو سنتا مونیکا |
| ۲۰۱۹ | کنترل (بازی ویدئویی)              | بازی اکشن-ماجراجویی    | رمدی انترتینمنت     |
| ۲۰۲۰ | هادس (بازی ویدئویی)               | بازی نقش‌آفرینی اکشن    | سوپرجاینت گیمز      |
| ۲۰۲۱ | فورتزا هورایزن ۵                  | بازی رانندگی           | پلی‌گراند گیمز       |
| ۲۰۲۲ | الدن رینگ                         | بازی نقش‌آفرینی اکشن    | فرام سافتور         |

### پولیگان
| سال  | بازی                         | ژانر                | توسعه دهندگان       |
| ---- | ---------------------------- | ------------------- | ------------------- |
| ۲۰۱۲ | مردگان متحرک (بازی ویدئویی)  | بازی ماجراجویی      | تل‌تیل گیمز          |
| ۲۰۱۳ | گان هوم (بازی ویدئویی)       | بازی ماجراجویی      |                     |
| ۲۰۱۴ | عصر اژدها: تفتیش عقاید       | بازی نقش‌آفرینی اکشن | بایوور              |
| ۲۰۱۵ | داستان او                    |                     | سم بارلو            |
| ۲۰۱۶ | دوم (بازی ویدئویی ۲۰۱۶)      | تیراندازی اول شخص   | اید سافت‌ویر         |
| ۲۰۱۷ | افسانه زلدا: نفس وحش         | بازی اکشن-ماجراجویی | نینتندو ئی‌پی‌دی      |
| ۲۰۱۸ | خدای جنگ (بازی ویدئویی ۲۰۱۸) | بازی اکشن-ماجراجویی | استودیو سنتا مونیکا |
| ۲۰۱۹ | وحشی‌های بیرونی               | بازی اکشن-ماجراجویی | موبیوس دیجیتال      |
| ۲۰۲۰ | هادس (بازی ویدئویی)          | بازی نقش‌آفرینی اکشن | سوپرجاینت گیمز      |
| ۲۰۲۱ | رمزگزاری (بازی ویدئویی)      | روگ‌لایک             |                     |
| ۲۰۲۲ | الدن رینگ                    | بازی نقش‌آفرینی اکشن | فرام سافتور         |

### تایم
| سال  | بازی                         | ژانر                               | توسعه دهندگان       |
| ---- | ---------------------------- | ---------------------------------- | ------------------- |
| ۲۰۰۶ | وی اسپورتس                   | بازی ویدئویی ورزشی                 |                     |
| ۲۰۰۷ | هیلو ۳                       | تیراندازی اول شخص                  | بانجی               |
| ۲۰۰۸ | اتومبیل‌دزدی بزرگ ۴           | بازی اکشن-ماجراجویی                | راک‌استار نورث       |
| ۲۰۰۹ | ندای وظیفه: جنگاوری نوین ۲   | تیراندازی اول شخص                  | اینفینیتی وارد      |
| ۲۰۱۰ | آلن ویک                      | بازی اکشن-ماجراجویی                | رمدی انترتینمنت     |
| ۲۰۱۱ | ماینکرفت                     | جهان باز                           | موجنگ استودیوز      |
| ۲۰۱۲ | گیلد وارز ۲                  | بازی نقش‌آفرینی برخط چندنفره گسترده | آرنانت              |
| ۲۰۱۳ | اتومبیل‌دزدی بزرگ ۵           | بازی اکشن-ماجراجویی                | راک‌استار نورث       |
| ۲۰۱۴ | ۸۰ روز                       | داستان تعاملی                      |                     |
| ۲۰۱۵ | پرون                         | پازل                               |                     |
| ۲۰۱۶ | شاهد                         | پازل                               |                     |
| ۲۰۱۷ | افسانه زلدا: نفس وحش         | بازی اکشن-ماجراجویی                |                     |
| ۲۰۱۸ | خدای جنگ (بازی ویدئویی ۲۰۱۸) | بازی اکشن-ماجراجویی                | استودیو سنتا مونیکا |
| ۲۰۲۰ | هادس (بازی ویدئویی)          | بازی نقش‌آفرینی اکشن                | سوپرجاینت گیمز      |
| ۲۰۲۱ | متروید وحشت                  | بازی اکشن-ماجراجویی                | مرکوری استیم        |
| ۲۰۲۲ | خدای جنگ: رگناروک            | بازی اکشن-ماجراجویی                | استودیو سنتا مونیکا |

### گیمر نتورک
| سال  | بازی                 | ژانر                   | توسعه دهندگان      |
| ---- | -------------------- | ---------------------- | ------------------ |
| ۲۰۱۵ | سوپر ماریو میکر      | سکوبازی                | نینتندو ئی‌ای‌دی     |
| ۲۰۱۶ | اورواچ               | تیراندازی اول شخص      | بلیزارد انترتینمنت |
| ۲۰۱۷ | افسانه زلدا: نفس وحش | بازی اکشن-ماجراجویی    | نینتندو ئی‌پی‌دی     |
| ۲۰۱۸ | رد دد ریدمپشن ۲      | بازی اکشن-ماجراجویی    | راک‌استار گیمز      |
| ۲۰۱۹ | دیسکو الیسیوم        | بازی ویدئویی نقش‌آفرینی | دیسکو الیسیوم      |
| ۲۰۲۰ | هادس (بازی ویدئویی)  | بازی نقش‌آفرینی اکشن    | سوپرجاینت گیمز     |

### یاهو! گیمز
| سال  | بازی                        | ژانر                | توسعه دهندگان      |
| ---- | --------------------------- | ------------------- | ------------------ |
| ۲۰۰۷ | سوپر ماریو گالاکسی          | سکوبازی             | نینتندو ئی‌ای‌دی     |
| ۲۰۰۸ | فال‌اوت ۳                    | بازی نقش‌آفرینی اکشن | بتسدا گیم استودیوز |
| ۲۰۰۹ | آنچارتد ۲: درمیان دزدان     | بازی اکشن-ماجراجویی | ناتی داگ           |
| ۲۰۱۰ | رد دد ریدمپشن               | بازی اکشن-ماجراجویی | راک‌استار سن‌دیگو    |
| ۲۰۱۱ | بتمن: شهر آرکهام            | بازی اکشن-ماجراجویی | راک‌استدی استودیوز  |
| ۲۰۱۲ | مردگان متحرک (بازی ویدئویی) | بازی ماجراجویی      | تل‌تیل گیمز         |
| ۲۰۱۳ | آخرین بازمانده از ما        | بازی اکشن-ماجراجویی | ناتی داگ           |
| ۲۰۱۴ | عصر اژدها: تفتیش عقاید      | بازی نقش‌آفرینی اکشن | بایوور             |
| ۲۰۱۵ | ویچر ۳: وایلد هانت          | بازی نقش‌آفرینی اکشن | سی‌دی پراجکت        |
| ۲۰۱۷ | افسانه زلدا: نفس وحش        | بازی اکشن-ماجراجویی | نینتندو ئی‌پی‌دی     |